# Romeo Storck
Romeo Storck (n. 1903, București – d. 1991, Paris) a fost un pictor român.

## Biografie
Pe numele său complet Romeo Kunzer Storck, el era fiul din prima căsătorie a Ceciliei-Gabriela cu violonistul Romulus Kunzer, cu care, cea devenită mai târziu cunoscută sub numele Cecilia Cuțescu-Storck, se căsătorise în 1903, în timpul șederii ei la Paris. Căsătoria însă nu a durat mult. În 1906 artista a revenit definitiv în România și s-a stabilit la București, iar trei ani mai târziu s-a căsătorit cu sculptorul Frederic (Fritz) Storck, care l-a adoptat pe Romeo Kunzer.
Din memoriile mamei sale se păstrează puține detalii ale copilăriei pictorului, petrecută în casa din strada Vasile Alexandri, nr. 16, din apropierea șoselei Kiseleff. Ea își amintea că ”sglobiul Romeo se întrecea cu năzbâtiile lui. Începuse să deseneze lucruri atât de vioaie și originale, încât, ne minunau și pe mine și pe soțul meu. Eram siguri, văzând la el atâtea aptitudini, că va deveni pictor.”
Înclinația spre pictură a lui Romeo s-a dezvoltat în casa în care cei doi soți aveau atelierele (în prezent Muzeul de Artă Frederic Storck și Cecilia Cuțescu-Storck), în care Cecilia Storck a lucrat la decorațiile murale. Romeo Storck a adoptat acest stil, care i-a adus ulterior faima peste hotare, în Brazilia.
Romeo Storck a studiat la Academia de Arte Frumoase din București, perioadă în care a fost remarcat pentru desenul și tipul de construcție ”ritmat” ce anunțau preluarea ulterioară a influențelor cubiste.
Romeo a început să expună din anii 1920. A lucrat inițial pictură de șevalet în diferite genuri și artă decorativă, pentru a se dedica mai târziu picturii murale monumentale, în Brazilia. Acolo a devenit cunoscut după ce a executat comenzi de compoziții de mari dimensiuni pentru lucrările de arhitectură din noua capitală, Brasília și marele oraș São Paulo. Stilul pictural al lui Romeo Storck se revendică, în parte, de la direcția cubistă, în varianta practicată de André Lhote. Stilul său se caracteriza prin tendința către bidimensionalitate, formele robuste, ușor geometrizate, folosirea liniei pentru construcția formelor și a culorilor aplicate în contururi ferme.
Cel mai pregnant, influența mamei se poate observa în peisajele realizate de Romeo Storck la Balcic, care urmează toate un tipar compozițional. Pictorul preferă să plaseze în mijlocul structurilor arhitectonice ori a peisajului, personaje surprinse cu spatele spre privitor, într-o ”glisare” lipsită de materialitate corporală. Deși se observă preocuparea pentru redarea luminii, mai ales cea specifică Balcicului, peisajele sale sunt lipsite de exuberanța solarității.

## Opera sa recepționată în presa vremii
În urma participării sale la Salonul Oficial din 1926, Oscar Walter Cisek scria în revista Gândirea:
… extrem de talentatul Romeo Storck va trebui să înceapă de abia acum să lucreze cu tenacitate, dacă va voi să realizeze ceeace a promis de mult.
În cronica la Salonul Oficial din 1927, Oscar Walter Cisek scria în aceeași revistă:
În deosebi compoziția tânărului și foarte talentatului Romeo Storck nu poate convinge prin pseudo-conținutul ei.
În schimb, N. N. Tonitza, în articolul Salonul Oficial Pictura III Sala Elegiei, apărut în Universul Literar se referă astfel la aceeași pictură:
Romeo Storck face cu „Pelerinii” d-sale o zdrobitoare concurență enormului panou vecin, intitulat „Femeia în mijlocul naturii" și iscălit Storck Cecilia.
În cronica la expoziția din 1938 a Tinerimii artistice, Paul Miracovici scria în „Universul Literar”:
Romeo Storck trimite două peisage din Balcic. Aceste tablouri atât de frumoase ne fac să regretăm absența atât de lungă.
În cronica la „Expoziția Romeo Storck”, deschisă în 1940 în Casa Satmary din Str. Biserica Enei 16, Paul Miracovici scria în „Universul Literar”:
Romeo Storck a expus la Salonul Oficial numai de două sau de trei ori prin 1926—27. Ne amintim din epoca aceea de compozițiile d-sale oarecum bizare mai ales pentru acea vreme, dar care dovedeau un sentiment al ritmului, un dar de a îmbina armonios liniile care nu puteau scăpa aceluia ce prețueste arta decorativă. De atunci — aproape 15 ani — d. Storck a locuit la Paris unde, departe de tentațiile de fiecare clipă, … d-sa a studiat arta contemporană în toate aspectele ei. Temperament închinat către pictură de atelier, către compoziția decorativă, d-sa a făcut în acest gen lucrări care i-au creiat o binemeritată notorietate la Paris. … Expoziția de acum, prima de când se află în țară, ne întărește impresiile de atunci. Peisagele d-sale din Balcic, din Italia nu ne evocă locurile, nu au „atmosferă locală". Ele  sunt echivalentele lor, transpuse de un artist care își arbitrează el însuși viziunea, după propriul său temperament și nu după capriciile unei observări servile și spontane a naturii. De altfel e evident că ele au fost concepute ca  făcând parte dintr'un tot, dintr'o compoziție căci, ținta finală a artei lui Romeo Storck e compoziția.

## Sculptura
Se păstrează un bust expresiv al lui V.I. Stalin pe care artista Julieta Orășanu l-a făcut în colaborare cu nepotul ei Romeo Kunzer Storck, cu care sculptorița a avut o legătură privilegiată, fiind apropiați ca vârstă.